# Мокроусов Євген Миколайович
Євген Миколайович Мокроусов (26 жовтня 1935, Київ — 28 травня 2007, Київ) — український режисер-документаліст.

## Життєпис
Народився 26 жовтня 1935 в Києві в родині кінематографіста М. Т. Мокроусова. Закінчив театрознавчий факультет Київського державного інституту театрального мистецтва ім. І.Карпенка-Карого (1958).
Працював асистентом режисера Київської студії телебачення, режисером студії «Укрторгрекламфільм».
З 1965 р. — режисер студії «Київнаукфільм».
Створив стрічки: «Радянські трактори» (1965), «Фрезерні верстати» (1966), «Електрошлаковий переплав» (1966), «Нове у виробництві шлакових сталей» (1966, Бронзова медаль Міжнародного кінофестивалю, Будапешт, 1967), «Нові методи консервування» (1968), «Обладнання і обслуговування дорожних будівельних машин» (1968), «Випадок на електростанції» (1969), «Тепловоз „2ТЕ 10 Л“» (1970), «Термічна обробка сталі» (1971), «Перевірено на собі» (1972), «Колос і щит» (1974), «Пушкін на Україні» (1975), «Увага, пішохід» (1976), «Риси нового села» (1978), «Чорноморський заповідник» (1979), «Канівський заповідник» (1980), «Заповідники України» (1981), стрічки «Повоєнна Україна. Фільм 104» та «Від Хрущовської „відлиги“ до „Празької весни“. Фільм 105» в документальному циклі «Невідома Україна. Нариси нашої історії» (1993) та ін.
Член Національної Спілки кінематографістів України.
Помер на 72-му році життя 28 травня 2007 року.